# Famille Kuss
La famille Kuss est une famille alsacienne protestante aux nombreuses ramifications, originaire de la région de Strasbourg, et qui a produit de nombreux pasteurs, ingénieurs, juristes, médecins et littérateurs, et quelques militaires.

## Historique
Le généalogiste alsacien Christian Wolff identifie deux familles Küss distinctes, l'une dont la souche est à Westhoffen (le pasteur Johann Friedrich/Jean "Frédéric" Küss né à Anklam en Poméranie en 1792, naturalisé français en 1814, ayant fondé à Westhoffen une nombreuse famille), l'autre identifiée à Bouxwiller, où elle s'est fait connaître en tenant pendant plusieurs générations l'auberge la plus importante de la ville.
Nous parlons ici de cette deuxième famille dont les plus lointains ancêtres connus sont attestés à Strasbourg début XVIIe siècle : Georges Küss (Georg Küss), cordonnier de son état, fait baptiser un enfant mâle au temple Saint-Nicolas de Strasbourg le 9 juillet 1615. Il lui donne le nom de Georges. Georges Küss 2 s'installe à Furdenheim, où il a la charge de bailli (Schultheiss) et où il décède en 1689. Son fils Jean Küss (1664-1736) est également bailli de Furdenheim tandis que son petit-fils Michel (1697-1735) s'installe comme aubergiste à Eckbolsheim, à l'enseigne "Au Bœuf". Le nom de Küss est toutefois étroitement associé à celui de Bouxwiller où trois générations d'aubergistes, Jean Georges, Jean Christophe et Charles Küss se succèdent à l'enseigne de l'auberge "Au Soleil", qui est aussi le relais de poste de la ville. Le pasteur Georges Jacques Küss fut agent national de Bouxwiller pendant la Révolution et son fils Jean Frédéric, pasteur et professeur à la carrière internationale, fut principal du collège protestant de Bouxwiller de 1832 à 1852, date à laquelle il démissionna pour ne pas prêter serment à Napoléon III.

## Orthographe du nom de famille
On note la coexistence de deux orthographes du nom de cette famille, avec ou sans tréma sur le u : Küss ou Kuss. L'usage du tréma, qui était obligatoire du temps où le parler dialectal aurait fait "Kouss" de la graphie Kuss, s'est perdu dans plusieurs branches de la famille au fur et à mesure de la généralisation du français. L'usage actuel prédominant mais non universel est donc d'écrire Kuss et non Küss.

## Liens de filiation entre les personnalités notoires
Le plus célèbre représentant de la famille est Émile Küss, dit le maire Küss, qui fut le dernier maire de Strasbourg avant l'annexion allemande en 1871 et le symbole de la protestation alsacienne contre l'annexion, mourant à Bordeaux au moment même où les députés français votaient le traité qui cédait l'Alsace-Moselle au Reich allemand. Il a sa rue à Strasbourg face à la gare et son pont, dans le prolongement de la même rue, ainsi que sa rue à Paris, plus modestement située dans le 13e arrondissement près de la Poterne des Peupliers. Illustre également est l'ingénieur général des Mines Henry Kuss, qui s'est distingué dans la lutte contre les catastrophes minières dues au grisou.
N'oublions pas ceux dont la mère était une Kuss : Charles-Frédéric Rau, un des grands professeurs de droit civil français, connu pour avoir coécrit le cours de droit civil Aubry et Rau, les frères Auguste et Adolphe Stoeber, poètes, auteurs, folkloristes et hérauts de la littérature dialectale alsacienne, qui ont avec leur père Ehrenfried Stoeber leur monument sur la Place du Vieux-Marché-aux-Vins à Strasbourg, Madeleine Barot, secrétaire générale historique de la Cimade et figure de l'œcuménisme, petite-nièce d'Henry Kuss cité précédemment.
Enfin, le nom de Kuss a été illustré par les médecins Georges Kuss (1867-1936), premier président des sanatoriums français, connu pour la mise au point du pneumothorax, Georges Küss (1877-1966), chirurgien spécialiste de la prostatectomie par voie hypogastrique, et René Küss (1913-2006), fils du précédent, pionnier de la transplantation rénale, le père et le fils étant tous deux membres de l'Académie nationale de médecine.
Cet arbre permet de relier entre elles par les liens de filiation, les personnalités notoires de la famille.
- Georges Küss (1616-1689), maire de Furdenheim, épouse Barbe X.
  - Jean Küss (1664-1736) à Furdenheim, épouse Margaretha Kuhn (ca 1656-1720).
    - Michel Küss (1697-1735), dit aussi Bohsejockel ou Ochsejockel Küss, aubergiste "Au Bœuf" à Eckbolsheim, épouse Salomé Walther, native d'Illkirch.
      - Jean Georges Küss (1728-1814), maître de poste et aubergiste "Au Soleil" à Bouxwiller, épouse Régine-Salomé Ziller (1730-1792) à Niedersulzbach, nièce du fondateur de l'auberge et fille du pasteur Jean Vendelin Ziller, originaire de Salzungen en Thuringe et installé à Westhoffen.
        - Georges Jacques Küss (1753-1811), pasteur à Rothbach, receveur (agent national ?) à l'hôpital de Bouxwiller, épouse Charlotte Reibel, native d'Oberbronn.
          - Georges Charles Küss (1782-1861), employé de l'Enregistrement à Sélestat, épouse Louise Salomé Trautmann, originaire de Wœrth.
            - Émilie Küss (1830-1883) épouse Karl Culmann (1821-1881), directeur de l'École Polytechnique de Zurich.

          - Jean Frédéric Küss (1805-1862), pasteur, principal du collège protestant de Bouxwiller. Il épouse Jeanne Boersch puis sa nièce, Louise Küss (1815-1882), fille de Georges Charles Küss (1792-1861).
            - Henry Kuss (1852-1914), directeur de l'École nationale supérieure des mines de Paris.
            - Charles Küss (1855-1910), polytechnicien, ingénieur en chef des Ponts et Chaussées, épouse Helbig.
              - Marguerite Küss (1886-) épouse Alexandre Auguste Barot, professeur de lettres.
                - Madeleine Barot (1909-1988), secrétaire générale historique de la Cimade et figure de l'œcuménisme.

        - Philippe Jacques Küss (1757-1810), pasteur à Rheinbischofsheim. Il épouse Dorothée Frédérique Haug puis Louise Salomé Haug.
          - Louise Dorothée Küss (1784-) épouse Daniel Ehrenfried Stoeber, notaire et poète.
            - Auguste Stoeber (1808-), brièvement pasteur puis directeur d'école et enseignant, poète et dramaturge en allemand et en alsacien, folkloriste et linguiste, bibliothécaire de la ville de Mulhouse, fondateur du musée historique de Mulhouse.
            - Adolphe Stoeber (1810-), pasteur à Mulhouse pendant 40 ans, poète et dramaturge en alsacien et en allemand.

        - Charlotte Elisabeth Küss (1781-), épouse Paul Louis Rau (1779-), percepteur à Bouxwiller
          - Charles-Frédéric Rau (1803-1877), conseiller à la Cour de cassation, épouse Marie Laure Liebold.

      - Jean Jacques Küss (1732-), marchand de farine à Strasbourg, épouse en 1759 Marie Catherine Ziller (sœur de Régine-Salomé Ziller, sa belle-sœur), toutes deux de Bouxwiller.
        - Jean Jacques Küss (1760-), pasteur.
          - Théodore Küss, négociant, épouse Adèle Kammerer, s'installe à Marseille à la suite de la perte de l'Alsace-Moselle.
            - Édouard Küss, négociant, épouse Sophie Mewes
              - Georges Küss (1877-1966), chirurgien, membre de l'Académie nationale de médecine, épouse Jeanne Amos, blessé de guerre en 1914-1918, résistant en 1940-1944, commandeur de la Légion d'honneur.
                - René Küss (1913-2006), chirurgien, père de la transplantation rénale, membre puis secrétaire de l'Académie nationale de Médecine.

          - Émile Küss (1815-1871), dit « le maire Küss », chirurgien, homme politique, dernier maire français de Strasbourg avant l'occupation allemande.

## Légendes
S'il n'y a pas trace dans les registres des origines plus lointaines de cette famille, la tradition orale familiale comble ce vide : elle situe l'origine de la famille en Transylvanie, où elle aurait porté le nom de Kiss, et d'où elle aurait importé en Alsace la culture du tokay et du sylvaner ! La tradition familiale s'appuie comme il est fréquent sur les traits physiques courants dans la famille : yeux et cheveux noirs, nez marqué et, pendant qu'on y est, un don de violoniste assez bien partagé. Une très belle histoire, plus vraisemblable que la précédente, rapporte que Catherine Küss, fille de l'aubergiste de Bouxwiller Jean Christophe Küss, avait été choisie pour offrir à l'impératrice Joséphine, lors de sa visite à Strasbourg en 1808, des orangers des jardins seigneuriaux de Bouxwiller, et que l'impératrice, remarquant cette jeune fille au teint plus foncé que ses camarades, aurait fait remarquer qu'elle ne devait pas être alsacienne mais plutôt créole comme elle. Quant aux orangers, un don bien embarrassant à emporter, l'impératrice en fit don séance tenante à la ville de Strasbourg qui créa l'Orangerie Joséphine pour les abriter.

## Familles alliées
Les principales alliances de la famille sont : Amos, Bischoff, Bruet, Coudel, Degermann, Ehrsam, Ehrwein,Faber, Faudel, Fischbach, Haag, Haug, Hasslauer, Hubert, Kammerer, Kassel, Martinstein, Poucin, Rau, Reibel, Riehm, Romann, Staat, Schwind, Silberzahn, Stoeber, Strohl, Trautmann, Trocmé, Widemann, Willm, Wolfsberger, Ziller